# Leptacis porthos
Leptacis porthos är en stekelart som beskrevs av Lubomir Masner 1960. Leptacis porthos ingår i släktet Leptacis och familjen gallmyggesteklar. Inga underarter finns listade i Catalogue of Life.